# Another Way to Die
«Another Way to Die» es una canción interpretada por Jack White y Alicia Keys. Fue escrita y producida por White para la película de James Bond de 2008 Quantum of Solace. La canción fue lanzada como sencillo el 30 de septiembre de 2008.
La canción, en la que White toca la batería y la guitarra y canta junto a Keys, es el primer dueto en una canción para una película de James Bond. Su video musical, dirigido por P. R. Brown, estuvo nominado en la categoría de Mejor video musical de corta duración en los Premios Grammy de 2009. La canción ganó el Premio Satellite a la Mejor canción original en 2008.

## Video musical
El video musical de la canción fue lanzado en Yahoo! Video el 29 de septiembre de 2008 y fue dirigido por P. R. Brown. En el video se puede ver a White cantando y tocando la guitarra y la batería y a Keys cantando y tocando el piano. Al final del video se puede ver a Daniel Craig como James Bond.

## Personal
- Alicia Keys - vocalista
- Jack White - vocalista, batería, guitarra
- Jack Lawrence - bajo eléctrico
- Laura Matula - piano
- Wayne Jackson - trompa
- Jack Hale - trompa
- Tom McGinley - trompa
- Lindsay Smith-Trostle - violonchelo
- Lyndsay Pruett - violín
- Michael Rinne - contrabajo

## Listas de popularidad
| Lista (2008)                  | Posición más alta |
| ----------------------------- | ----------------- |
| Australian Singles Chart      | 29                |
| Billboard Hot 100             | 81                |
| Canadian Hot 100              | 15                |
| Irish Singles Chart           | 12                |
| Japan Hot 100                 | 39                |
| Listas musicales de Alemania  | 8                 |
| Listas musicales de Finlandia | 1                 |
| Listas musicales de Francia   | 98                |
| Listas musicales de Grecia    | 8                 |
| Listas musicales de Portugal  | 2                 |
| Ö3 Austria Top 40             | 2                 |
| Sverigetopplistan (Suecia)    | 15                |
| Swiss Record Charts           | 4                 |
| Tracklisten (Dinamarca)       | 7                 |
| Türkiye Top 20 (Turquía)      | 14                |
| UK Singles Chart              | 9                 |
| Ultratop 40 (Valonia)         | 20                |
| Ultratop 50 (Flandes)         | 10                |
| VG-lista (Noruega)            | 4                 |